# Astragalus kirrindicus
Astragalus kirrindicus es una especie de planta del género Astragalus, de la familia de las leguminosas, orden Fabales.

## Distribución
Astragalus kirrindicus se distribuye por Irak e Irán.

## Taxonomía
Fue descrita científicamente por Boiss. Fue publicada en Diagn. Pl. Orient. ser. 2, 2: 32 (1856).